# Bromus lanatipes
Bromus lanatipes är en gräsart som först beskrevs av Cornelius Lott Shear, och fick sitt nu gällande namn av Per Axel Rydberg. Bromus lanatipes ingår i släktet lostor, och familjen gräs. Inga underarter finns listade i Catalogue of Life.